# Фрозе
Фрозе (нем. Frose) — посёлок в Германии, в земле Саксония-Анхальт, входит в район Зальцланд в составе городского округа Зеланд.
Население составляет 1501 человек (на 31 декабря 2007 года). Занимает площадь 12,78 км².

## История
Первое упоминание о поселении встречается 13 сентября 936 года в дарственных документах Оттона Великого Кведлинбургскому аббатству.
В 950 году маркграф Геро основал здесь монастырь.
15 июля 2009 года, после проведенных реформ, поселения Нахтерштедт, Фридрихсауэ, Фрозе, Хойм, Шаделебен образуют городской округ Зеланд.

## Галерея

Фрозе на карте округа и района
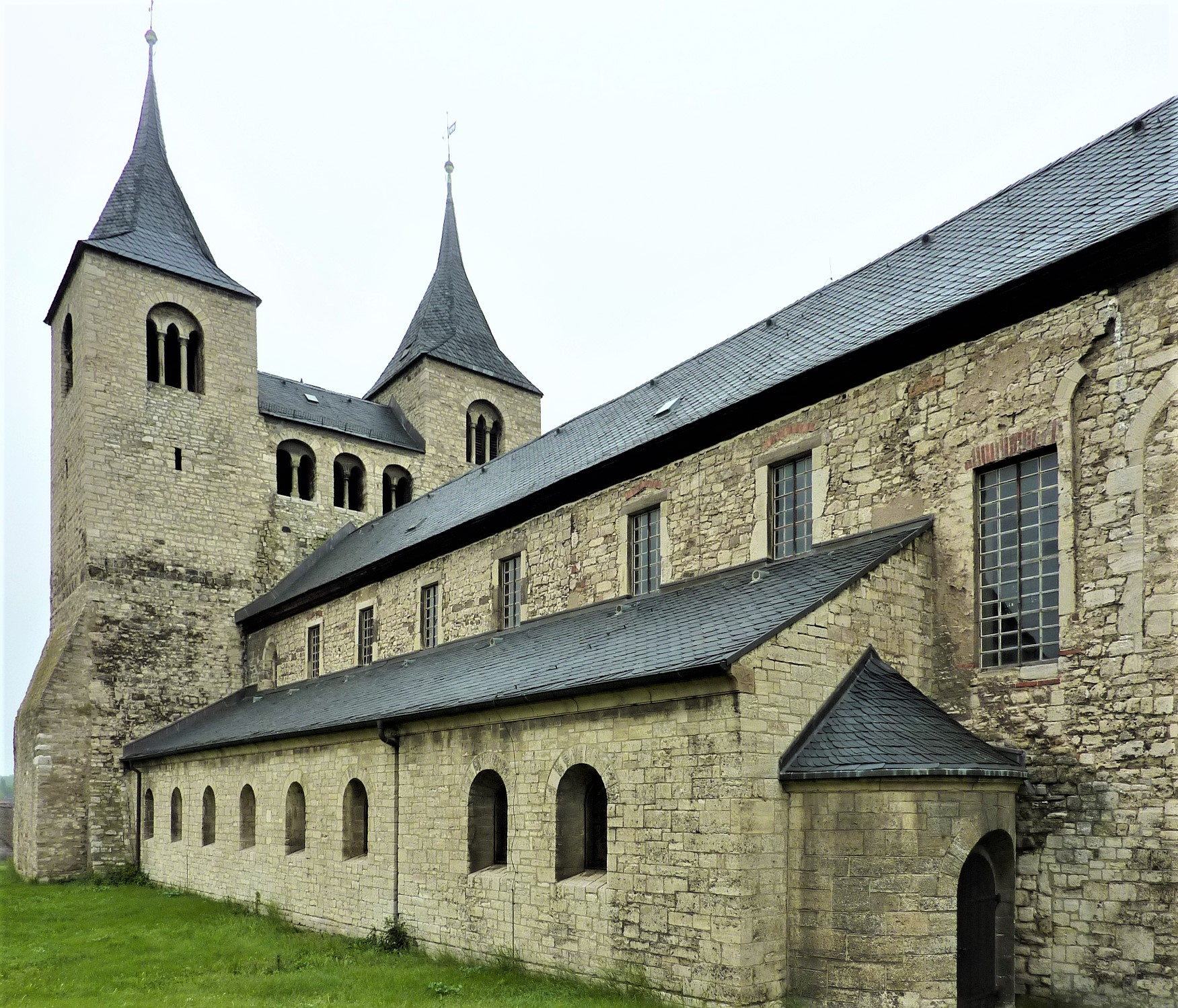
Церковь Св. Кириака
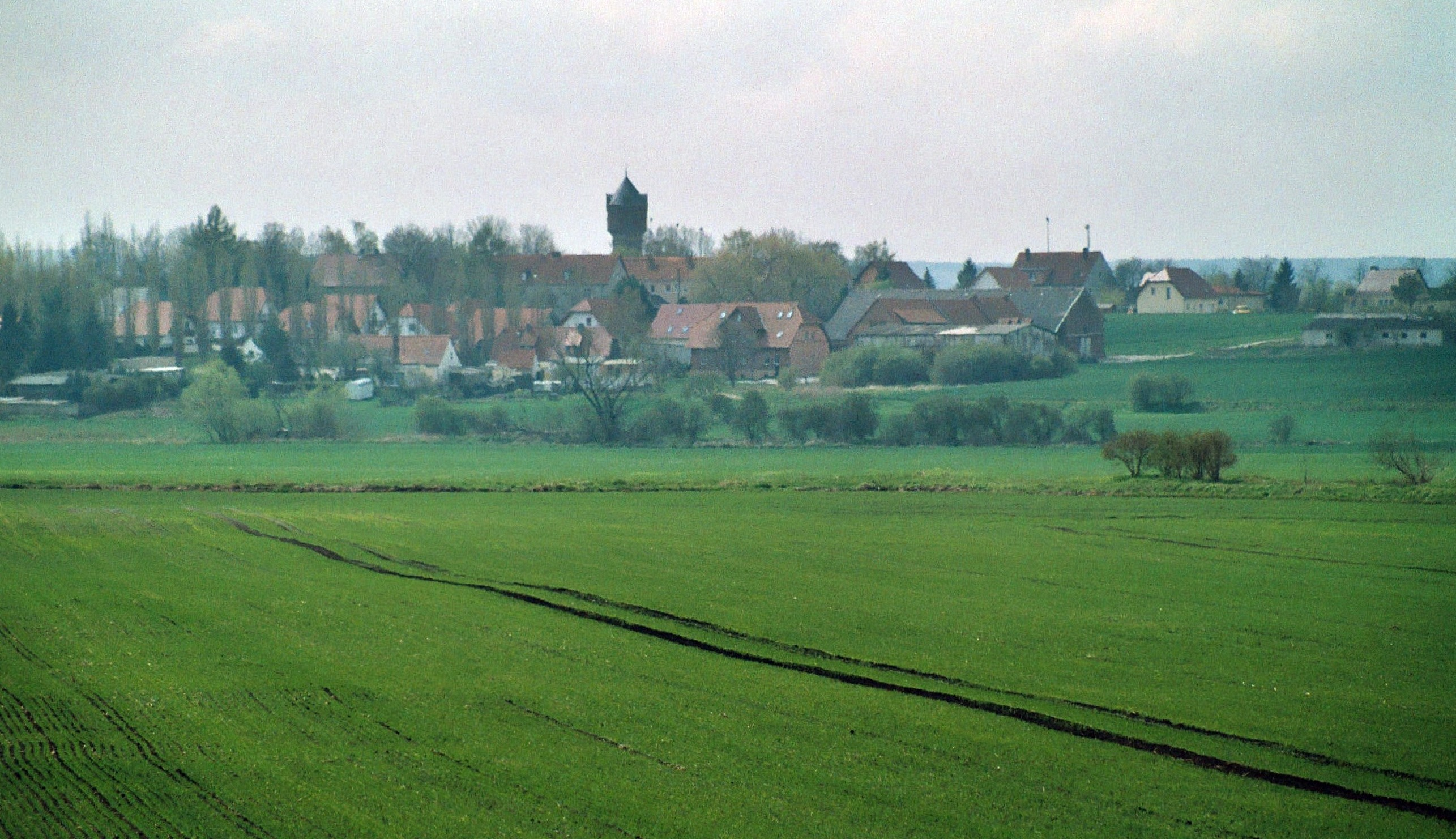
Вид на Фрозе
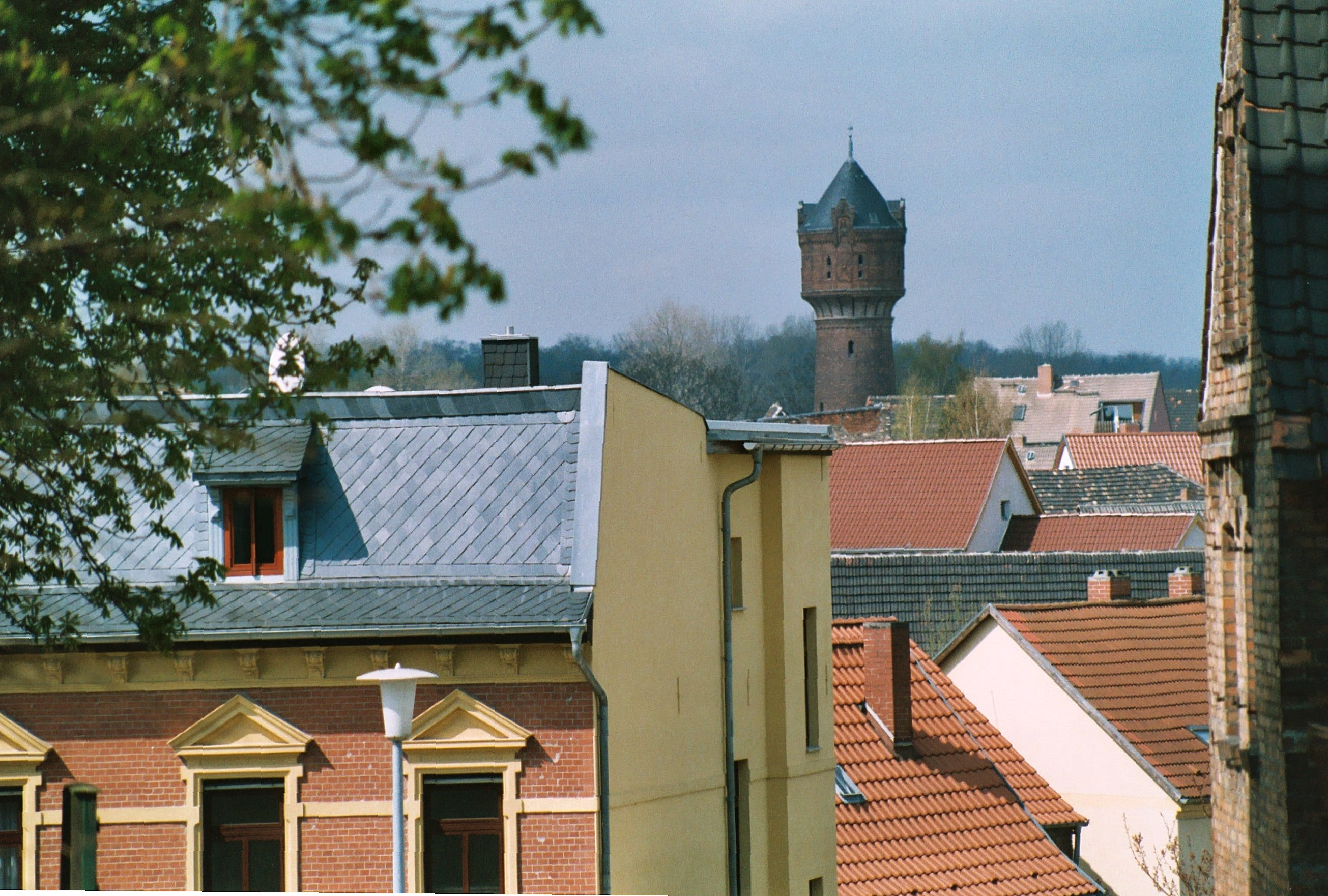
Водонапорная башня Фрозе